# Carlos Cuadrado
Carlos Cuadrado (* 1. Juni 1983 in Barcelona) ist ein ehemaliger spanischer Tennisspieler und heutiger -trainer. Er gewann als Spieler 2001 die French Open im Einzel.

## Karriere
Cuadrado spielte bis 2001 nur drei Turniere auf der ITF Junior Tour. Beim einzigen Turnier 2001, das er spielte, den French Open, setzte er sich überlegen gegen die Konkurrenz durch – im Turnierverlauf gab er keinen Satz ab und musste nicht einmal einen Tie-Break spielen. Das Finale gegen Brian Dabul gewann er mit 6:1, 6:0 am deutlichsten. Darüber hinaus spielte er keine Grand-Slam-Turniere. In der Jugend-Rangliste erreichte er mit Rang 22 seine höchste Notierung im Einzel. Im Doppel erreichte er mit Fernando Verdasco das Halbfinale. Der Turniersieg weckte Begehrlichkeiten in der Öffentlichkeit und er wurde als zukünftiger Top-10-Spieler gehandelt. Diese Erwartungen konnte er nie erfüllen.
Bei den Profis spielte Cuadrado das erste Turnier 1998 in der Qualifikation zum Barcelona sowie 1999 bei einem Turnier der drittklassigen ITF Future Tour. Im Jahr 2000 zog er im Einzel ins erste Turnier eines Futures ein; im Doppel war 2001 seine erfolgreichste Zeit. Er zog ins erste Finale ein und spielte auf der höher dotierten ATP Challenger Tour in Cagliari sein erstes Halbfinale. Dadurch war er Anfang 2002 mit Platz 506 am höchsten in der Weltrangliste notiert. Ebenfalls 2001 gewann Cuadrado seinen einzigen Future-Titel und zog in ein weiteres Finale ein. Im Juli gab er sein Debüt auf der ATP Tour, als er in Sopot sein erstes Match gegen Jiří Vaněk verlor, aber anschließend gegen Tommy Robredo deutlich mit 0:6, 1:6 verlor. Das Jahr beendete er auf Platz 305. Im Doppel trat er fortan seltener an und fiel aus den Top 1000. 2003 und 2004 stagnierte das Ranking im Einzel, viermal kam er bei Futures ins Halbfinale, einmal unterlag er im Endspiel, in Dubrovnik zog er zudem ins Challenger-Viertelfinale ein. 2005 wurde das bis dato erfolgreichste Jahr von Cuadrado. In Ettlingen stand er im Viertelfinale, Mitte des Jahres spielte er sich in Vigo und Genf nacheinander ins Halbfinale. Der größte Erfolg auf der ATP Tour gelang ihm in Viña del Mar, wo er mit Tomas Behrend die Nummer 98 der Welt besiegte und anschließend auch Daniel Gimeno Traver, um das Viertelfinale zu erreichen. Dort verlor er gegen Nicolás Massú in drei Sätzen. In Monza und Turin erreichte er zwei weitere Male die Runde der letzten Vier bei Challengers, wodurch er zwischenzeitlich auf Platz 222, seinem Karrierehoch, stand. In Barcelona besiegte er auf der ATP Tour die Nummer 33 der Welt Dmitri Tursunow in drei Sätzen und damit den am höchsten notierten Gegner seiner Karriere. Das Jahr beendete er mit Platz 282 ebenso am bis dahin besten. Durch immer wiederkehrende Verletzungen (sechsmal musste er an der Hüfte operiert werden) sah sich Cuadrado Ende 2006 gezwungen seine Karriere zu beenden.
Nach seiner aktiven Karriere arbeitete er als Tennistrainer. Er betreute Daniela Hantuchová, Swetlana Kusnezowa sowie Anastassija Pawljutschenkowa und arbeitete später für Tennis Australia.